# Dano-norvégien
Dano-norvégien (dansk-norsk) est un terme linguistique désignant la langue véhiculaire (koinè) des élites urbaines de Norvège durant les dernières années de l'union entre les royaumes de Danemark et de Norvège (1536-1814). C'est à partir de cette langue que se développèrent le riksmål et le bokmål. À présent, le bokmål est le standard écrit le plus utilisé en Norvège.